# Madre!
Madre! (Mother!) è un film del 2017 scritto e diretto da Darren Aronofsky, con protagonista Jennifer Lawrence. 

## Trama
Una coppia apparentemente serena vive tranquillamente in una casa isolata: lui è uno scrittore in cerca di ispirazione, mentre lei si occupa di ristrutturare la casa in precedenza rovinata da un incendio. L'ordine delle cose viene interrotto dall'arrivo di uno sconosciuto: il marito decide di ospitarlo senza l'appoggio della moglie e poco dopo l'uomo viene raggiunto dalla propria moglie.
I due sconosciuti si comportano come fossero a casa loro e, mentre lo scrittore ci fa amicizia, la moglie comincia a rendersi conto dell'assurdità della situazione. I quattro vengono poi raggiunti dai due figli degli sconosciuti, che si mettono a litigare per una questione familiare finché il maggiore colpisce il fratello minore alla testa uccidendolo. Questo accaduto segna molto la vita della proprietaria di casa ma grazie al marito riesce a superarlo; per di più, dopo una notte di passione, scopre di essere incinta.
Il giorno successivo il padrone di casa è già diventato famoso grazie alla sua opera e la casa viene velocemente invasa dai fan, che aumentano sempre di più; mentre lo scrittore non sembra preoccuparsi, ancora una volta a rendersi conto della gravità della situazione è la moglie, che cerca invano di liberare la sua casa. La situazione presto degenera: i fan sono praticamente impazziti e iniziano a distruggere la casa accaparrandosi ogni pezzo come reliquia e venerando lo scrittore quasi come una divinità, chiamandolo "poeta". La proprietaria, da tempo incinta, sta per partorire ma la situazione si aggrava a causa delle azioni sempre più assurde e fanatiche dell'enorme quantità di persone ormai insediate in casa loro: iniziano scontri fra polizia e fan dello scrittore assetati di sangue e incendi, il tutto all'interno della casa che viene perfino bombardata.
La proprietaria riesce a chiudersi in una stanza e a partorire grazie all'aiuto del marito, il quale però nonostante le continue richieste della moglie di cacciare la gente non si dimostra incline a farlo. In un momento di distrazione, dopo giorni passati a sorvegliare il figlio, lei si addormenta e il marito prende il figlio e lo mostra ai fan, che lo uccidono e lo mangiano come simbolo di vita. La proprietaria, distrutta per la morte del figlio, scende in cantina e in preda alla disperazione fa esplodere la casa; il marito, che si è salvato, ricomincia tuttavia la sua vita allo stesso modo con un'altra ragazza.

## Produzione
Nell'ottobre 2015 viene riportato che Jennifer Lawrence è in trattative per prendere parte al film di Darren Aronofsky, al tempo senza titolo. Nel gennaio 2016 il progetto viene acquistato dalla Paramount Pictures, e Javier Bardem entra in trattative per affiancare la Lawrence. Nell'aprile seguente si uniscono al cast Domhnall Gleeson, Michelle Pfeiffer, Ed Harris e Brian Gleeson. Nel marzo 2017 viene rivelato che anche Kristen Wiig fa parte del cast.

### Riprese
Il budget del film è stato di 30 milioni di dollari, e le riprese del film si svolgono a Montréal nell'estate 2016. Durante le riprese di una scena intensa, Jennifer Lawrence è andata in iperventilazione e si è dislocata una costola.

## Colonna sonora
Le musiche del film sono state composte da Jóhann Jóhannsson, ma non sono state utilizzate nella versione definitiva che risulta priva di colonna sonora. Si tratta del primo film di Aronofosky non musicato da Clint Mansell.

## Promozione
Il primo teaser trailer del film viene diffuso il 31 luglio 2017, mentre l'8 agosto seguente viene diffuso il trailer esteso.

## Distribuzione

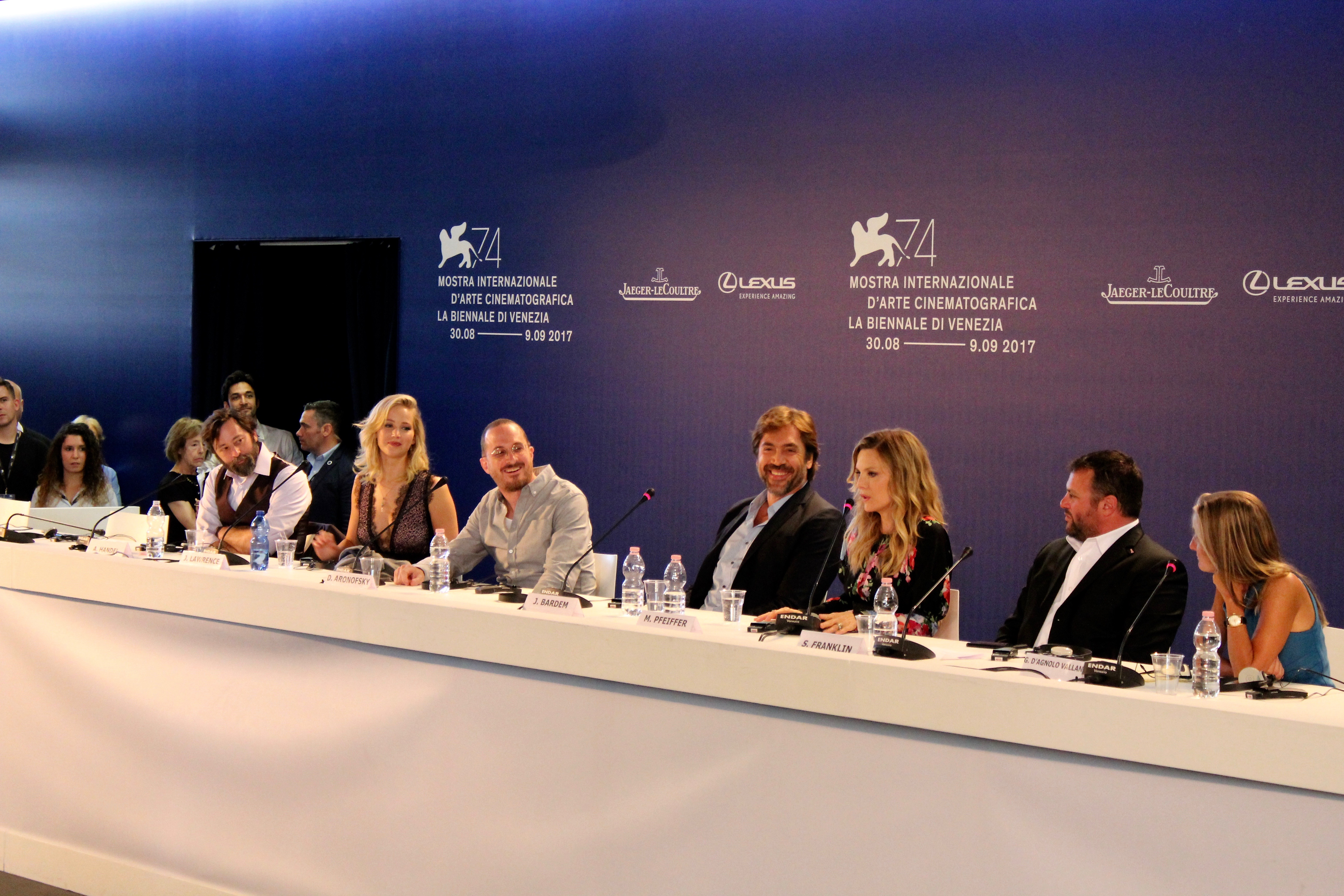
Cast e regista alla conferenza stampa del Festival di Venezia 2017.

Il film è stato proiettato in concorso alla 74ª Mostra internazionale d'arte cinematografica di Venezia. La pellicola è stata distribuita nelle sale cinematografiche statunitensi a partire dal 15 settembre 2017, mentre in quelle italiane dal 28 settembre seguente.

## Accoglienza

### Incassi
Il film ha debuttato al terzo posto nel suo primo weekend statunitense, incassando 7,5 milioni di dollari. A fine corsa, il film ha incassato 44,5 milioni di dollari in tutto il mondo, di cui 17,8 negli Stati Uniti.

### Critica
Il film è stato accolto negativamente alla 74ª Mostra internazionale d'arte cinematografica di Venezia, ricevendo fischi alla fine della proiezione.
Sull'aggregatore Rotten Tomatoes riceve il 69% delle recensioni professionali positive con un voto medio di 6,81 su 10, basato su 361 critiche, mentre su Metacritic ottiene un punteggio di 75 su 100 basato su 51 recensioni. Al CinemaScore la pellicola ottiene una F, la valutazione più bassa, ottenuta solo da una dozzina di film da quando è stato creato l'indice.
Il film è stato incluso nella classifica dei 25 migliori film dell'anno dalla rivista Sight & Sound, posizionandosi al diciannovesimo posto.
Nell'edizione dei Razzie Awards 2017, il film riceve tre candidature per la peggior attrice (Jennifer Lawrence), il peggior attore non protagonista (Javier Bardem) e il peggior regista (Darren Aronofsky).

## Riconoscimenti
- 2017 - Mostra internazionale d'arte cinematografica di Venezia
  - In competizione per il Leone d'oro al miglior film
- 2017 - Miskolc International Film Festival
  - Candidatura per il miglior film
- 2017 - Camerimage
  - Candidatura alla Rana d'oro
- 2018 - VES Awards[19]
  - Candidatura per i migliori effetti visivi di supporto
- 2018 - Saturn Award[20]
  - Candidatura per il miglior film horror

## Espedienti narrativi
Il film utilizza la Bibbia come espediente narrativo per rappresentare il rapporto tra gli esseri umani e la Madre Terra. Il regista e la stessa Jennifer Lawrence hanno dichiarato che la narrazione fa uso di riferimenti biblici e in particolare la Lawrence ha sostenuto che il suo personaggio rappresenta "la Madre Terra''; Javier, il cui personaggio è un poeta, rappresenta invece Dio, un creatore, Michelle Pfeiffer ed Ed Harris (i primi ospiti) sono Adamo ed Eva, poi ci sono anche Caino e Abele (i figli dei primi ospiti), infatti nel film il fratello maggiore uccide quello minore come Caino uccide Abele, la stanza di studio del poeta richiama il Giardino dell'Eden in cui appunto è contenuto il diamante, ovvero la mela proibita. I fan del poeta (Dio) rappresentano l'umanità, che porta guerra e distruzione nella casa (Madre Terra), infine il bambino rappresenta Gesù.